# Rock Creek (Ohio)
Rock Creek és una població dels Estats Units a l'estat d'Ohio. Segons el cens del 2000 tenia 584 habitants.

## Demografia
Segons el cens del 2000, Rock Creek tenia 584 habitants, 195 habitatges, i 146 famílies. La densitat de població era de 250,5 habitants/km².
Dels 195 habitatges en un 40% hi vivien nens de menys de 18 anys, en un 59,5% hi vivien parelles casades, en un 10,8% dones solteres, i en un 25,1% no eren unitats familiars. En el 20% dels habitatges hi vivien persones soles el 10,8% de les quals corresponia a persones de 65 anys o més que vivien soles. El nombre mitjà de persones vivint en cada habitatge era de 2,99 i el nombre mitjà de persones que vivien en cada família era de 3,43.
Per edats la població es repartia de la següent manera: un 32,5% tenia menys de 18 anys, un 8% entre 18 i 24, un 33% entre 25 i 44, un 17,5% de 45 a 60 i un 8,9% 65 anys o més.
L'edat mediana era de 32 anys. Per cada 100 dones de 18 o més anys hi havia 90,3 homes.
La renda mediana per habitatge era de 35.536 $ i la renda mediana per família de 37.917 $. Els homes tenien una renda mediana de 28.125 $ mentre que les dones 23.409 $. La renda per capita de la població era de 13.276 $. Aproximadament el 7,9% de les famílies i el 9,6% de la població estaven per davall del llindar de pobresa.

## Poblacions més properes
El següent diagrama mostra les poblacions més properes.